# Mushimasgali
Mushimasgali  est une petite île inhabitée des Maldives. Elle héberge une des nombreuses îles-hôtel des Maldives.

## Géographie
Mushimasgali est située dans le centre des Maldives, à l'Est de l'atoll Ari, dans la subdivision de Alif Alif. 